# Carol of the Bells (film)
Pour plus de détails, voir Fiche technique et Distribution.
Carol of the Bells (Щедрик traduit par Sonnent les cloches) est un drame historique ukrainien réalisé par Olessia Morhounets-Issaïenko et produit en 2021 sur le thème de Chtchedryk, Sonnent les cloches de Mykola Léontovytch .

## Synopsis
L'accent est mis sur les enfants de trois familles : ukrainienne, polonaise et juive. Elles vivent dans la ville de Stanislaviv (aujourd'hui Ivano-Frankivsk) dans des maisons voisines. Le régime punitif de l'URSS, instauré en 1939, a privé les enfants de leurs parents. Et lorsque l'empire de Staline a été envahi par l'Allemagne nazie pendant la Seconde Guerre mondiale, ils ont ressenti toutes les difficultés de l'occupation hostile du Troisième Reich, qui rappelle le désespoir.
Privées de leurs moyens de subsistance, les filles sont confiées à Sofia, une professeure de chant. Sa fille Yaroslava s'efforce de réconcilier le monde avec la charmante mélodie du Chtchedryk ukrainien. Pendant la guerre, ils vivent comme une seule famille, chantant des chansons et attendant la libération.
Mais l'arrivée de l'Armée rouge et le rétablissement du régime soviétique rendent leur vie encore plus difficile : l'emprisonnement volontaire est remplacé par l'emprisonnement forcé. Les fonctionnaires emmènent de force les petites filles du refuge créé par Sofia vers un orphelinat. Dans des conditions de rééducation cruelle, d'oppression d'après-guerre et de confrontation de l'URSS socialiste avec le monde, les filles ne perdent pas leur identité nationale. Les paroles et la musique de Chtchedryk de Mykola Léontovytch unissent leurs destins, même des décennies plus tard, dans l'obscurité de la captivité allemande et soviétique.
Pour souligner la diversité des cultures, le film présente des chansons festives propres à chacune des nationalités représentées. Le film met également l'accent sur les traditions uniques de célébration de Noël chez les Polonais et les Ukrainiens.

## Fiche technique
- Titre original : Щедрик
- Titre anglais : Carol of the Bells
- Réalisation : Olessia Morhounets-Issaïenko
- Scénario : Kseniia Zastavska (pl)
- Musique : Hosejn Mirzaholi
- Costumes : Jana Nikitenko
- Montage : Roman Synczuk
- Société(s) de production : Mainstream, Stewopol
- Société(s) de distribution : Ukrainian Film Distribution
- Budget : 10,88 millions ₴[1]
- Pays de production :  Ukraine,  Pologne
- Langue originale : ukrainien, polonais, allemand, anglais
- Genre : drama historique
- Durée : 122 minutes
- Dates de sortie :
  -  Monde : 4 mars 2022
  - Ukraine : 5 janvier 2023

## Distribution
- Yana Korolova : Sofia Ivaniouk, professeure de chant
- Andriy Mostrenko : Mykhailo Ivaniouk, père de la famille ukrainienne, mari de Sofia
- Polina Gromova : Yaroslava Ivaniouk, fille de Sofia (dans son enfance)
- Anastasia Mateshko : Yaroslava Ivaniouk (adulte)
- Joanna Opozda : Wanda Kalinovska, mère de la famille polonaise
- Myroslav Hanishchevsky : Wacław Kalinovski, père de la famille polonaise
- Christina Ushytska : Teresa Kalinovska (dans son enfance)
- Oksana Mukha : Teresa Kalinovska (adulte)
- Tomasz Sobczak : Isaak Hershkovich, père de la famille juive
- Alla Bineyeva : Berta Hershkovich, épouse d'Isaak
- Dina Hershkovich : Yevgeniya Solodovnik (dans son enfance)
- Tetyana Krulikovska : Dina Hershkovich (adulte)
- Milana Haladyuk : Talya Hershkovich (en 1939)
- Darina Haladyuk : Talya Hershkovich (en 1941)

## Production
Le film, basé sur le scénario de Ksenija Zastavska, est produit en coproduction entre l'Ukraine et la Pologne, sous la direction de la réalisatrice ukrainienne Olessia Morhounets-Issaïenko. Le financement du projet est réparti à parts égales entre les parties ukrainienne et polonaise, la partie ukrainienne étant financée par l'Agence d'État ukrainienne pour le cinéma.

### Tournage
Le casting des acteurs s'est déroulé sur une période de deux mois. La recherche la plus longue a été celle des acteurs pour les rôles d'enfants et de l'actrice pour le rôle de Sofia Ivanyuk. Yana Korolova joue dans ce film son premier rôle principal dans un long métrage.

## Sortie
La première mondiale a lieu le 4 mars 2022. Le film est projeté dans de nombreux pays, dont la Pologne, Israël, et le Nigeria, mais également en Amérique. Notamment à Rome en septembre 2022.
La première ukrainienne a lieu le 5 janvier 2023, lorsque le film sort dans les salles de cinéma ukrainiennes,.

### Sortie digitale
Le film est diffusé en avant-première sur la plateforme de streaming Netflix le 13 décembre 2023.

## Récompenses
Le film reçoit le prix du meilleur film au Women's International Film Festival Nigeria (WIFFEN).